# Manuel de Regla Mota
Manuel de Regla Mota (Baní, 21 november 1795 - aldaar, 1 mei 1864) was een president van de Dominicaanse Republiek.

## Biografie
Zijn ouders waren Antonio Mota Alvarez en Joaquina Carmonaen en was een van de acht kinderen. Hij was  soldaat tijdens de campagnes van onafhankelijkheid tegen de binnenvallende Haïtianen en klom op tot de rang van kolonel van de nationale militie.

## Politiek
Tijdens de onafhankelijkheidsoorlog van 1844 raakte Mota bevriend met Pedro Santana. Door deze vriendschap en zijn militaire verdienste kreeg hij de rang van colonel ter verdediging van de grens met Haïti. Hij kreeg belangrijke militaire posities in de regering, zoals: vicepresident en minister van Oorlog en Marine en werd president van de Republiek na het ontslag van Pedro Santana. Santana had onvrede met de Spaanse gouverneur Antonio María de Segovia en deze dwong Santana zijn presidentschap op te geven, waarna Moa president werd. Echter moest ook Mota zijn positie als president opgeven ten voordeel van Buenaventura Báez. Door vorige conflicten tussen Santana en Báez werden Pedro Santana en Mota gedwongen in ballingschap te gaan.
In 1857 keerde hij terug na het uitbreken van de revolutie van 7 juli tegen Buenaventura Baez. In 1859 diende hij als civiele en militaire gouverneur van Azua. Ondersteunde de annexatie door Spanje en diende als administratief directeur van de regering van de annexatie tot zijn overlijden  in 1864.
zijn regering werd gekenmerkt door de economische problemen geërfd van Haïtiaanse invasies, de afkondigen van een algemene amnestie die de terugkeer van Buenaventura Baez en andere politici in ballingschap toestond en het afstaan van de macht door de druk van de Baecista groep.

## Einde
Manuel de Regla Mota y Álvarez de Fuentes stierf in Baní op 1 mei 1864 op 64-jarige leeftijd. 